# البنك الزراعي الروسي
البنك الزراعي الروسي(الروسية: Россельхозбанк) هو بنك زراعي مملوك للدولة الروسية ومقره موسكو . في عام 2012 ، كان للبنك 78 شركة تابعة و 1519 مكتبًا. تأسس البنك بموجب مرسوم الرئيس الروسي آنذاك بالوكالة فلاديمير بوتين في 15 مارس 2000 ، لدعم تنمية الزراعة والصناعة الزراعية. احتل البنك الزراعي الروسي المرتبة 262 من تير 1 كابيتال في التصنيف العالمي لأفضل 1000 بنك وفقًا لعدد يوليو 2015 من مجلة ذا بنكر .في 2006-2007 ، كان البنك الزراعي مشاركًا نشطًا في المشروع الوطني ذي الأولوية «تنمية الزراعة» ، ومنذ عام 2008 بدأ تنفيذ أهداف برنامج الدولة للتنمية الزراعية وتنظيم المنتجات الزراعية والمواد الخام والأغذية لعام 2008-2012.في عام 2009 ، تولى فرع روسيلخزبنك في سامارا ديون جميع أصول مجموعة أليكور ، وهي شركة زراعية كبرى مقرها سامارا. بالنسبة للسنة المالية 2015 ، مع 5.9 مليون عميل ، فإن إجمالي الأصول 3.22 مليار دولار أمريكي مقابل 2.95 مليار دولار من الخصوم ، هو بلا شك أحد اللاعبين الرئيسيين والأقوياء في السوق الروسية.